# Richard Damaschke
Richard Damaschke (Lebensdaten unbekannt) war ein deutscher Fußballspieler.

## Karriere
Damaschke gehörte dem BTuFC Britannia 1892 an, für den er in den vom Verband Berliner Ballspielvereine organisierten Meisterschaften als Stürmer Punktspiele bestritt.
In den beiden Spielzeiten 1902/03 und 1903/04 setzte er sich mit seinem Verein in einer acht Mannschaften umfassenden Gruppe mit vier und einem Punkt Abstand vor dem BTuFC Viktoria 89 durch und gewann somit seine ersten beiden Titel. Damit nahm er auch an den beiden Endrunden um die Deutsche Meisterschaft teil. Bei seinem Debüt am 10. Mai 1903 auf dem Sportplatz Friedenau in Berlin unterlag er im Viertelfinale dem späteren ersten Meister, dem VfB Leipzig, mit 1:3. Seine letzten beiden Endrundenspiele bestritt er mit dem Viertel- und Halbfinale am 24. April und 8. Mai 1904. In der ersten Begegnung mit dem Karlsruher FV, die auf dem Sportplatz Friedenau mit 6:1 gewonnen wurde, erzielte er mit dem Treffer zum Endstand in der 68. Minute sein erstes Tor. Nach dem 3:1-Sieg über den SC Germania von 1887 wurde das Finale erreicht.
Das am 29. Mai 1904 in Kassel vorgesehene Finale gegen den VfB Leipzig fand jedoch nicht statt. Der Karlsruher FV hatte beim DFB Protest gegen die Wertung dieser Meisterschaft eingelegt. Der DFB hatte die ausschreibungsgemäße Ansetzung der Endrundenspiele an neutralem Orte nicht eingehalten; daraufhin wurde am Vormittag das Endspiel abgesagt und die Meisterschaftsendrunde annulliert.

## Erfolge
- Teilnahme an der Endrunde um die Deutsche Meisterschaft 1903, 1904
- Berliner Meister 1903, 1904